# Термодинамічна система
Термодинам́ічна сист́ема (англ. thermodynamic system) — об'єкт вивчення термодинаміки, сукупність матеріальних тіл, які перебувають у взаємодії з навколишніми тілами і можуть обмінюватися з ними енергією і частинками. Вона має межі, що відокремлюють її від навколишнього середовища, і ці межі можуть бути як реальними (газ у резервуарі, межа розділу фаз), так і чисто умовними у вигляді контрольної поверхні.

## Загальний опис
Термодинамічна система, між будь-якими частинами якої відсутні поверхні розділу, називається гомогенною. Якщо ж вона складається з окремих частин, розмежованих поверхнями розділу, — гетерогенною, однорідна частина якої називається фазою.
Термодинамічна система може енергетично взаємодіяти з навколишнім середовищем і з іншими системами, а також обмінюватися з ними речовиною.
Ключовим для опису термодинамічної системи є поняття термодинамічної рівноваги. Розрізняють рівноважний і нерівноважний стани термодинамічної системи. Рівноважним термодинамічним станом називають стан тіла чи системи, що не змінюється в часі без зовнішнього енергетичного впливу. При цьому зникають усякі макроскопічні зміни (дифузія, теплообмін, хімічні реакції), хоча тепловий (мікроскопічний) рух молекул не припиняється. Стан термодинамічної системи, при якому у всіх її частинах температура однакова, називають ізотермічним рівноважним станом.
У рівноважному стані термодинамічна система характеризується сталими температурою, хімічним складом і тиском.
Стан термодинамічної системи
Сукупність значень деякої кількості фізичних величин, що характеризує макроскопічні фізичні властивості тіла (системи тіл) та визначає їх фізичний стан називають станом термодинамічної системи.
До основних термодинамічних параметрів стану системи, що характеризують макроскопічний стан тіл належать: тиск, температура та питомий об'єм (p, T, v).

## Класифікація
Залежно від умов взаємодії з іншими системами розрізняють системи:
- відкриту — за наявності обміну енергією та речовиною з іншими системами;
- закриту — за відсутності обміну речовиною з іншими системами;
- ізольовану — за відсутності обміну енергією й речовиною з іншими системами.

### Ізольована термодинамічна система
Ізольована термодинамічна система — ідеалізована термодинамічна система, яка не взаємодіє з навколишнім середовищем. Енергія та маса такої системи залишаються сталими, система не обмінюється з зовнішніми тілами ні енергією (у вигляді теплоти, випромінювання, роботи тощо), ні речовиною.
Поняття ізольованої системи корисно для наближеного опису реальних процесів та побудови їх математичних моделей. Так, розглядаючи процеси теплообміну в системі, що складається з кількох тіл, які спочатку мають різні температури (наприклад, система з води, льоду та металевої посудини), можна проігнорувати теплообміном цих речовин з навколишнім середовищем (з повітрям). Ізольована термодинамічна система незалежно від свого початкового стану із часом завжди приходить у стан рівноваги, з якого ніколи не може вийти самовільно.
Повністю ізольованих систем в природі не існує, але деяких з них можна умовно, протягом певного часу, вважати ізольованими. Ще однією причиною неможливості існування ізольованих систем є існування космічного реліктового випромінювання з температурою 2,7 K, яке є наслідком Великого Вибуху. Це випромінювання взаємодіє з усіма тілами Всесвіту.
Системи, які допускають обмін енергією або роботою (але лише чимось одним) з навколишнім середовищем називають напівізольованими. Адіабатично ізольована термодинамічна система не може обмінюватися з навколишнім середовищем теплотою, а механічно ізольована — роботою. Прикладом таких систем може бути герметична ємність сталого об'єму, заповнена газом, який може нагріватись або охолоджуватись ззовні, або ж навпаки, теплоізольована ємність, об'єм якої може змінюватись за допомогою поршня.
Якщо система може обмінюватися і роботою, і енергією, вона називається неізольованою. Неізольовані системи, в свою чергу, поділяються на відкриті і закриті, в залежності від того, чи обмінюються вони речовиною з навколишнім середовищем.

### Закрита термодинамічна система
Закрита термодинамічна система — це термодинамічна система, яка не обмінюється своєю речовиною з навколишнім середовищем, але може обмінюватись енергією на відміну від ізольованої системи.
Закрита термодинамічна система може отримувати енергію від зовнішніх тіл, якщо над нею виконана робота або у вигляді теплоти. Аналогічно, вона віддає енергію, виконуючи роботу над зовнішніми тілами, або віддаючи тепло.

### Відкрита термодинамічна система
Відкрита термодинамічна система — термодинамічна система, яка може обмінюватися з навколишнім середовищем не тільки енергією, а й речовиною.
В стані термодинамічної рівноваги приток речовини до відкритої системи і витік речовини з неї зрівноважуються. В такому стані хімічний потенціал кожного роду частинок у системі вирівнюється.